# فراخاتي
فراخاتي (Βραχάτιον) هي مدينة في كورينثيا في مقاطعة كينتريكي إلادا في اليونان.
يبلغ عدد سكانها حوالي 3.338 نسمة.